# Fern-Express

FD-Logo mit der charakteristischen Kennfarbe türkis

Der Fern-Express, abgekürzt FD, war eine zwischen 1983 und 1993 existierende Zuggattung im Schienenpersonenfernverkehr der Deutschen Bundesbahn (DB). Mit ihr wurden sogenannte Ferienzüge zwischen Ballungsgebieten und Urlaubsregionen, die zuvor als Schnellzüge verkehrten, gesondert klassifiziert. Von der für Schnellzüge üblichen Abkürzung D, die wiederum vom einstigen Durchgangszug stammte, leitete sich auch das Kürzel FD beim Fern-Express ab. Unabhängig davon war FD bereits bis 1951 das Kürzel für einen Fernschnellzug.

## Geschichte

Ihr Zugbegleiter des FD Alpenland vom August 1991

Eingeführt wurde die neue Zuggattung mit Beginn des Sommerfahrplans am 29. Mai 1983, zunächst lediglich als „qualifizierter Schnellzug“ bezeichnet. Bereits in den Folgejahren wurden die FD-Züge jedoch gezielt als Züge für den Urlaubsverkehr zu Zielen in Deutschland und Österreich beworben. Sie verbanden in der Regel umstiegsfrei und ganzjährig die Quellgebiete Hamburg und Ruhrgebiet mit touristisch relevanten Zielgebieten in Süddeutschland und Österreich. Weitere FD-Verbindungen gab es zeitweise zwischen dem Ruhrgebiet und Zielen an der westdeutschen Ostseeküste, auf der Insel Fehmarn sowie im Harz. Einzelne FD-Zugläufe verkehrten auch nach Frankreich und in die Schweiz. Im Ausland wurden FD-Züge jedoch nicht als eigene Zuggattung geführt, sie verkehrten dort als Rapide (R) bei der SNCF, Expresszug (Ex) bei den Österreichischen Bundesbahnen (ÖBB) und Schnellzug (D) bei den Schweizerischen Bundesbahnen (SBB). Die meisten Verbindungen verfügten, zusätzlich zum Stammzug, über Kurswagen in weitere Orte. Wichtigste Zielgruppe des Angebots waren Urlauber, darunter insbesondere auch Wintersportler und Kurgäste. Zusätzlich zur anfangs drei- und später vierstelligen Zugnummer verfügten fast alle Verbindungen über einen individuellen Zugnamen, der meist einen Landschaftsbezug in touristischer Hinsicht hatte. Die FD-Kennfarbe im Faltblatt Ihr Zugbegleiter war türkis.
Mitte der 1980er Jahre verkehrten täglich 16 FD-Zugpaare, mit denen 203 deutsche und 40 österreichische Urlaubsziele erreicht werden konnten. 1988 bestand das FD-Netz aus zehn Direktverbindungen mit 22 Kurswagenläufen. Die Abfahrt aus dem Quellgebiet erfolgte am frühen Vormittag, die Ankunft im Zielgebiet am späten Nachmittag. Mit Sommerfahrplanbeginn am 29. Mai 1989 wurden die internationalen Züge dem zwei Jahre zuvor eingeführten Eurocity-Netz (EC) zugeordnet, die Zuggattung FD umfasste fortan ausschließlich Züge innerhalb Westdeutschlands. Charakteristikum des FD war dabei in den touristischen Zielgebieten die Bedienung von Strecken, die ansonsten keinerlei Fernverkehr aufwiesen, darunter überwiegend Nebenbahnen. Beispielhaft hierfür sind die Höllentalbahn, die Dreiseenbahn, die Bahnstrecke Immenstadt–Oberstdorf, die Bahnstrecke Freilassing–Bad Reichenhall, die Bahnstrecke Bad Reichenhall–Berchtesgaden, die Bahnstrecke Passau–Neumarkt-Sankt Veit und die Bahnstrecke Schaftlach–Tegernsee, letztere überdies von einer Privatbahn betrieben. Tariflich war der FD dem Schnellzug, dem Messe-Schnellzug sowie dem 1988 eingeführten InterRegio gleichgestellt, das heißt bei Fahrten unter 51 Kilometern sowie zu Streckenzeitkarten musste ein Zuschlag von 3,00 DM für Erwachsene beziehungsweise 1,50 DM für Kinder entrichtet werden.
Das Ende der FD-Züge kam zum Fahrplanwechsel am 23. Mai 1993, als immer mehr InterCityExpress, InterCity- und InterRegio-Züge auch Urlaubsregionen bedienten. Die übrigen FD-Destinationen weisen heute hingegen gar keinen Schienenpersonenfernverkehr mehr auf, dies gilt beispielsweise für Seebrugg, Freudenstadt, Pfarrkirchen, Tegernsee, Füssen, Pfronten, Bad Wörishofen, Bad Steben, Bad Kissingen oder Zwiesel. Der Grenzbahnhof Bayerisch Eisenstein / Železná Ruda-Alžbětín wiederum ist nur noch von Tschechien aus mit Fernzügen erreichbar.

## Fahrzeugeinsatz

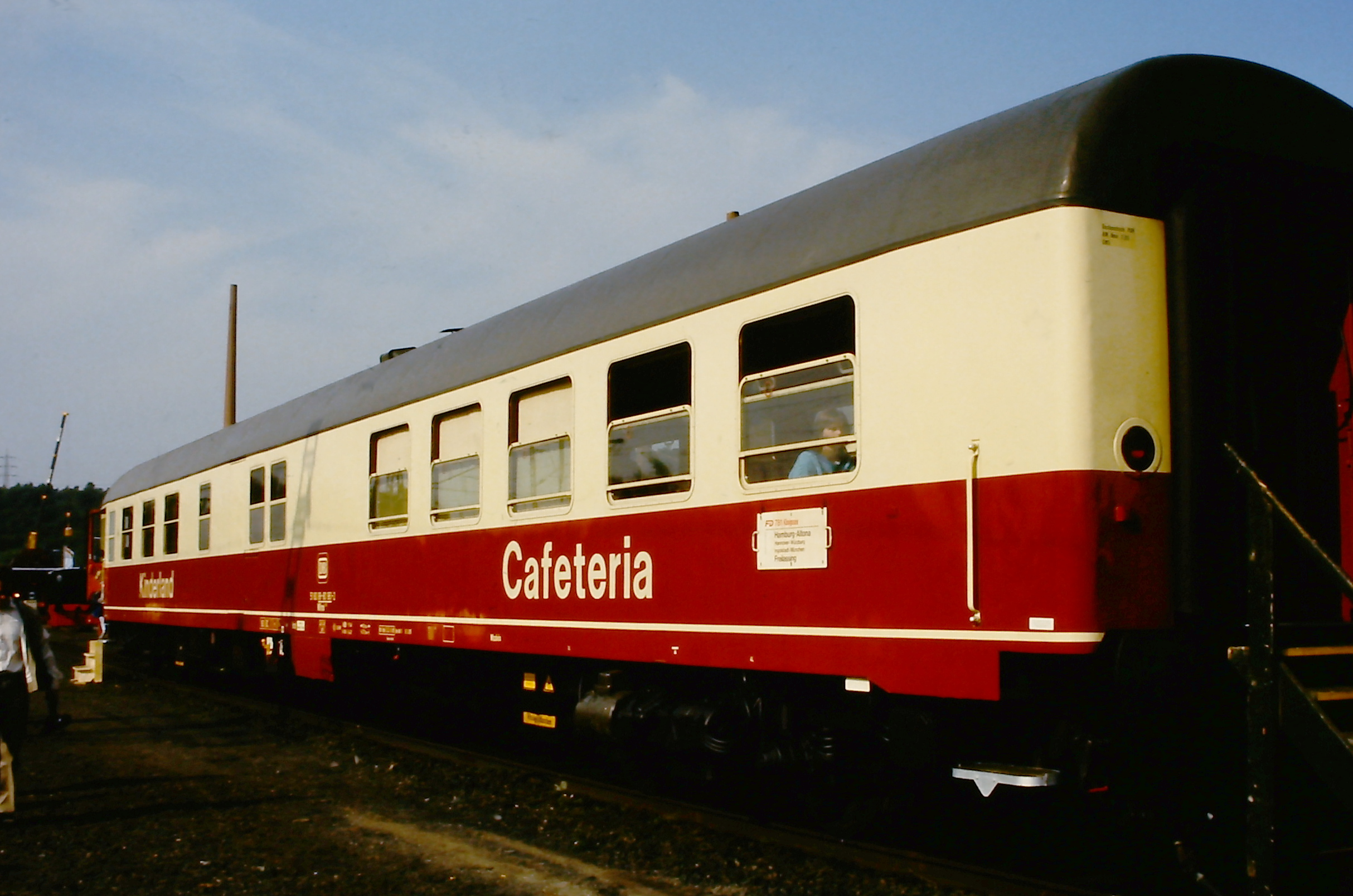
Speziell für die Zuggattung FD konzipierter Kinderland/Cafeteria-Wagen der Gattung WRtmh^{136}, hier 1985 ausgestellt anlässlich 150 Jahre Deutsche Eisenbahnen

Die FD-Züge führten sowohl die erste als auch die zweite Wagenklasse, darüber hinaus besaßen sie einen Speisewagen sowie einen Gepäckwagen. Die zweite Klasse bestand überwiegend aus nichtklimatisierten Abteilwagen der Gattung Bm, die durch den Einsatz von neuen klimatisierten Großraumwagen im InterCity-Verkehr verfügbar wurden. Die klimatisierten Erste-Klasse-Wagen entsprachen der TEE/IC-Bauart, das gastronomische Angebot bestand zunächst meist aus Quick-Pick-Selbstbedienungsspeisewagen. Nachdem die Quick-Pick-Wagen ab 1987 zu vollwertigen Speisewagen für den IC-Verkehr umgebaut wurden, kamen auch andere Bauarten zum Einsatz, so etwa Halbspeisewagen der Bauart ARmz218. Bei einzelnen Zugläufen wie etwa dem FD Alpenland zwischen Hamburg und Oberstdorf im Fahrplanjahr 1992/93 wurde jedoch auf einen Speisewagen verzichtet, in diesen kam lediglich eine Minibar zum Einsatz.
Der FD Königssee zwischen Hamburg und Berchtesgaden hatte auch einen sogenannten Kinderland-Wagen mit einem großen Kinderspielbereich. Die FD Allgäu sowie Berchtesgadener Land führten später ebenfalls solche Wagen.
Mit Inbetriebnahme des ersten Teilabschnitts der Schnellfahrstrecke Hannover–Würzburg im Jahr 1988 wurde auch der FD Königssee über diese geführt. Weil hierfür druckertüchtigte Fahrzeuge notwendig waren, zweigte die Deutsche Bundesbahn eigens für diesen Zuglauf 16 Bpmz293.2, vier Avmz107 und zwei Bvmz185.0 aus dem IC/EC-Bestand ab und lackierte sie, entsprechend dem damaligen Produktfarben-Konzept, in Fernblau, Pastellblau und Lichtgrau.

## Verbindungsübersicht

### Sommerfahrplan 1983

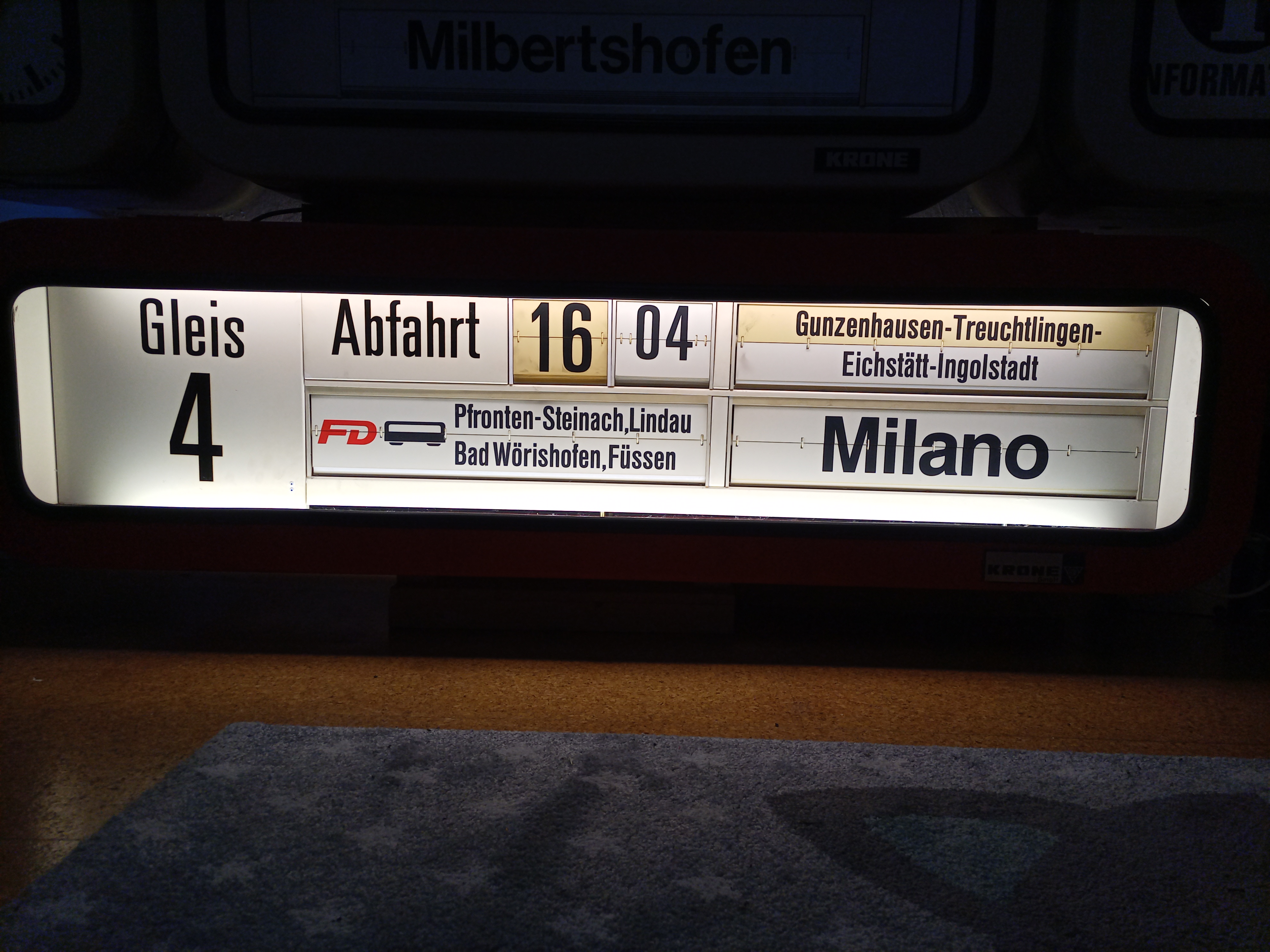
Ehemalige Fallblattanzeige des Bahnhofs Ansbach mit gleich vier FD-Kurswagen-Zielen im Allgäu und am Bodensee

- 210/211 Wörthersee: Klagenfurt–Dortmund
- 220/221 Donau-Kurier: Wien–Dortmund
- 256/257 Frankfurt–Saarbrücken–Paris
- 264/265 Mozart: Wien–München–Straßburg–Paris
- 268/269 Bavaria: München–Lindau–Zürich
- 702/703 Bodensee: Konstanz–Dortmund
- 712/713 Allgäu: Oberstdorf–Dortmund
- 722/723 Berchtesgadener Land: Berchtesgaden–Dortmund
- 780/781 Königssee: Berchtesgaden–Hamburg

### Sommerfahrplan 1988

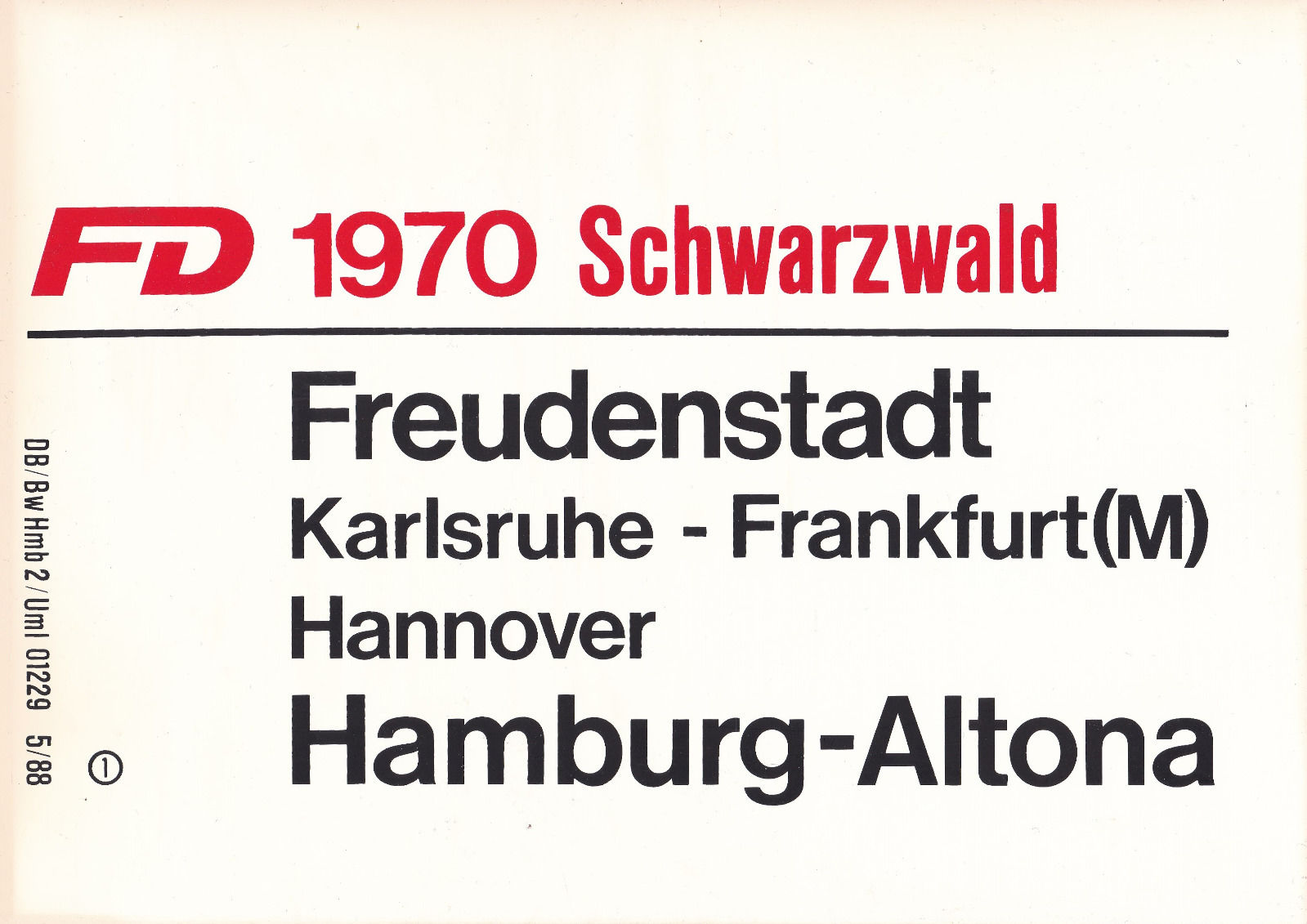
Zuglaufschild des FD 1970 Schwarzwald im Sommerfahrplan 1988

- 264/265 Mozart: Paris – Wien (mit Kurswagen Wien – Portbou)
- 1902/1903 Bodensee: Konstanz – Münster (mit Kurswagen Seebrugg – Münster und Lindau – Münster)
- 1912/1913 Allgäu: Oberstdorf – Dortmund (mit Kurswagen Innsbruck – Dortmund, Schruns – Dortmund und Garmisch-Partenkirchen/Pfronten-Steinach – Dortmund)
- 1916/1917 Tegernsee: Tegernsee – Dortmund (mit Kurswagen Mittenwald – Dortmund, Füssen – Dortmund, Bad Wörishofen – Dortmund und Lenggries – Dortmund)
- 1918/1919 Ammersee: Mittenwald – Augsburg (– Dortmund, zwischen Augsburg und Dortmund gemeinsame Führung mit FD 1916/1917 Tegernsee)
- 1920/1921 Bayerischer Wald: Passau – Dortmund (mit Kurswagen Aalen – Dortmund, Bad Steben – Dortmund, Bad Kissingen – Dortmund, Bayerisch Eisenstein – Dortmund, Bayerisch Eisenstein – Hamburg und Linz – Dortmund)
- 1922/1923 Berchtesgadener Land: Berchtesgaden – Dortmund (mit Kurswagen Salzburg – Dortmund)
- 1970/1971 Schwarzwald: Seebrugg – Hamburg (mit Kurswagen Konstanz – Hamburg und Freudenstadt – Hamburg)
- 1980/1981 Königssee: Berchtesgaden – Hamburg (mit Kurswagen Klagenfurt – Hamburg und Zell am See – Hamburg)
- 1982/1983 Alpenland: Oberstdorf – Hamburg (mit Kurswagen Bayerisch Eisenstein – Hamburg, Bad Wörishofen – Hamburg, Füssen – Hamburg und Lindau – Hamburg)
- 1987/1988 Werdenfelser Land: München – Mittenwald (nur an Samstagen)